# Фільц Олександр Орестович
Олекса́ндр Оре́стович Фільц (*24.04.1954) — український психотерапевт, доктор медичних наук, професор, завідувач кафедри психіатрії та психотерапії факультету післядипломної освіти ЛНМУ імені Данила Галицького, колишній головний лікар Львівської обласної психіатричної лікарні. Член Унівської групи.

## Родина
Мама Олександра Фільца була окулістом. Тато, професор Орест Фільц, учень Георгія Караванова, очолював кафедру хірургії Львівського медуніверситету.
Батько чотирьох дітей.

## Освіта
Закінчив Львівський медичний інститут.
На психоаналітика вчився в Австрії та Німеччині.
| — Кажуть, ви жили в квартирі знаменитого Фройда? — Так, майже два роки. І, до речі, був останнім мешканцем гостьового поверху музею Фройда. Потім там зробили архів. Я навіть допомагав переносити документи [1]. |

## Наукова кар'єра
У 2005-2007 головував у Європейській асоціації психотерапевтів. Згідно з ротаційним принципом, чинним в Асоціації, зараз є її першим віце-президентом.
Президент Української Спілки психотерапевтів . Голова секції психоаналізу Української Спілки психотерапевтів . Практикує психоаналіз .

## Публікації
Автор книжки «Олімпійський синдром».